# Massey Ferguson

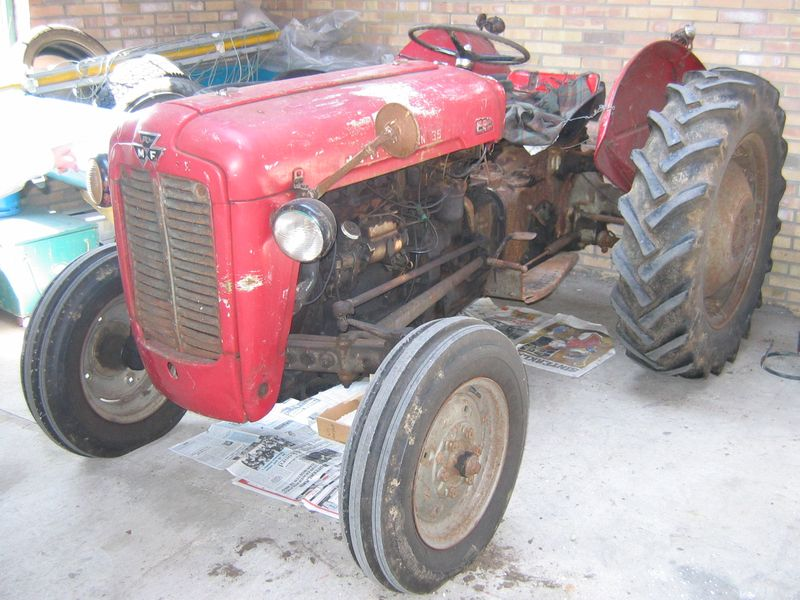
Oude Massey Ferguson 35

Massey Ferguson is een van de grootste bouwers van landbouwmachines – en dan in het bijzonder tractoren. Het bedrijf heeft 37 eigen fabrieken in negen landen. Samen met de associées en licentiehouders worden zijn producten vervaardigd in 85 fabrieken in 31 landen. Deze producten worden verkocht in 140 landen.
Massey Ferguson heeft tractoren, maaidorsers en oogstmachines in allerlei combinaties, machines voor gemeentelijk werk, en voor werk in tuinen en parken.
Sinds 1995 is Massey Ferguson een onderdeel van AGCO.

## Geschiedenis
Massey Ferguson is ontstaan uit een fusie tussen twee bedrijven: Ferguson en het Canadese Massey Harris. Ferguson was van Harry Ferguson. De Ierse uitvinder Harry Ferguson bouwde automobielen en motorfietsen en ontwierp en vloog vliegtuigen. In 1914 start hij met de productie van landbouwvoertuigen. De eerste Ferguson tractor, de Ferguson Black, heeft een ingenieus driepunts hefsysteem waardoor een kleinere tractor het werk kan doen van een veel zwaardere. In 1936 laat Harry Ferguson zijn eerste Ferguson tractoren met dit Ferguson System in serie bouwen bij de tandwielfabrikant David Brown. Harry Ferguson doet de verkoop van de Ferguson Model A zelf.
Vanwege het verwachte succes, de benodigde productiecapaciteit en de toegang tot de Amerikaanse markt, sluiten Harry Ferguson en autofabrikant Henry Ford in oktober 1938 een overeenkomst (het beroemde "handshake agreement") waarbij Ford de Ferguson traktoren gaat bouwen en Harry Ferguson deze verkoopt. De Ford Ferguson 9N/2N is het resultaat. In 1947 wordt de overeenkomst door Henry Ford II verbroken.
Ford bleef echter tractoren bouwen met het gepatenteerde Ferguson System. Wat volgde was de grootste rechtszaak in misbruik van design en inbreuk op het patentrecht. De zaak werd buitengerechtelijk geregeld in april 1952. Ford betaalde Harry Ferguson $9 miljoen, een gigantisch bedrag voor de tijd.
In 1948 Ferguson liet zijn pas ontworpen Ferguson TE20 (Little Grey Fergie) in het Verenigd Koninkrijk bouwen door de Standard Motor Company. De TE20 had een Continental Z120 benzinemotor met 15 kW. Versies met andere motoren en andere wielbasis volgden. Uiteindelijk bouwde Ferguson zijn eerste eigen fabriek aan de Banner Lane in het Britse Coventry.
In 1953 Ferguson fuseerde met landbouwwerktuigenfabrikant Massey Harris. Het fusiebedrijf noemde zich Massey-Harris-Ferguson. Pas in 1958 werd het bedrijf Massey Ferguson genoemd. Massey Ferguson gebruikte Perkins dieselmotoren. Perkins werd in 1959 een deel van Massey Ferguson Holding.
Massey Ferguson maakte door de mechanisatie van de landbouw na de Tweede Wereldoorlog en het succes van hun modellen, een enorme expansie door. Landini, Ebro, Eicher en Hanomag zijn namen die werden opgenomen in de Massey Ferguson Holding. Over de hele wereld werden de tractoren in licentie gebouwd. Massey Ferguson werd zo de grootste fabrikant van tractoren.
Door de sterk verminderde vraag naar machines voor de landbouw aan het begin van de jaren tachtig, kwam ook Massey Ferguson economisch in de problemen. Om hun machines te kunnen blijven ontwikkelen, werden delen verkocht en de holding kreeg een nieuwe naam: Varity.
In 1993 werd AGCO de importeur van Massey Ferguson in de Verenigde Staten. In 1995 nam AGCO Massey Ferguson over van Varity. De resten van Varity fuseren met auto-onderdelen producent Lucas tot LucasVarity. Massey Ferguson blijft produceren onder eigen naam. Het Europese hoofdkantoor is gevestigd in Engeland in de administratietoren van de oude Banner Lane fabriek in Coventry.

## Modellen

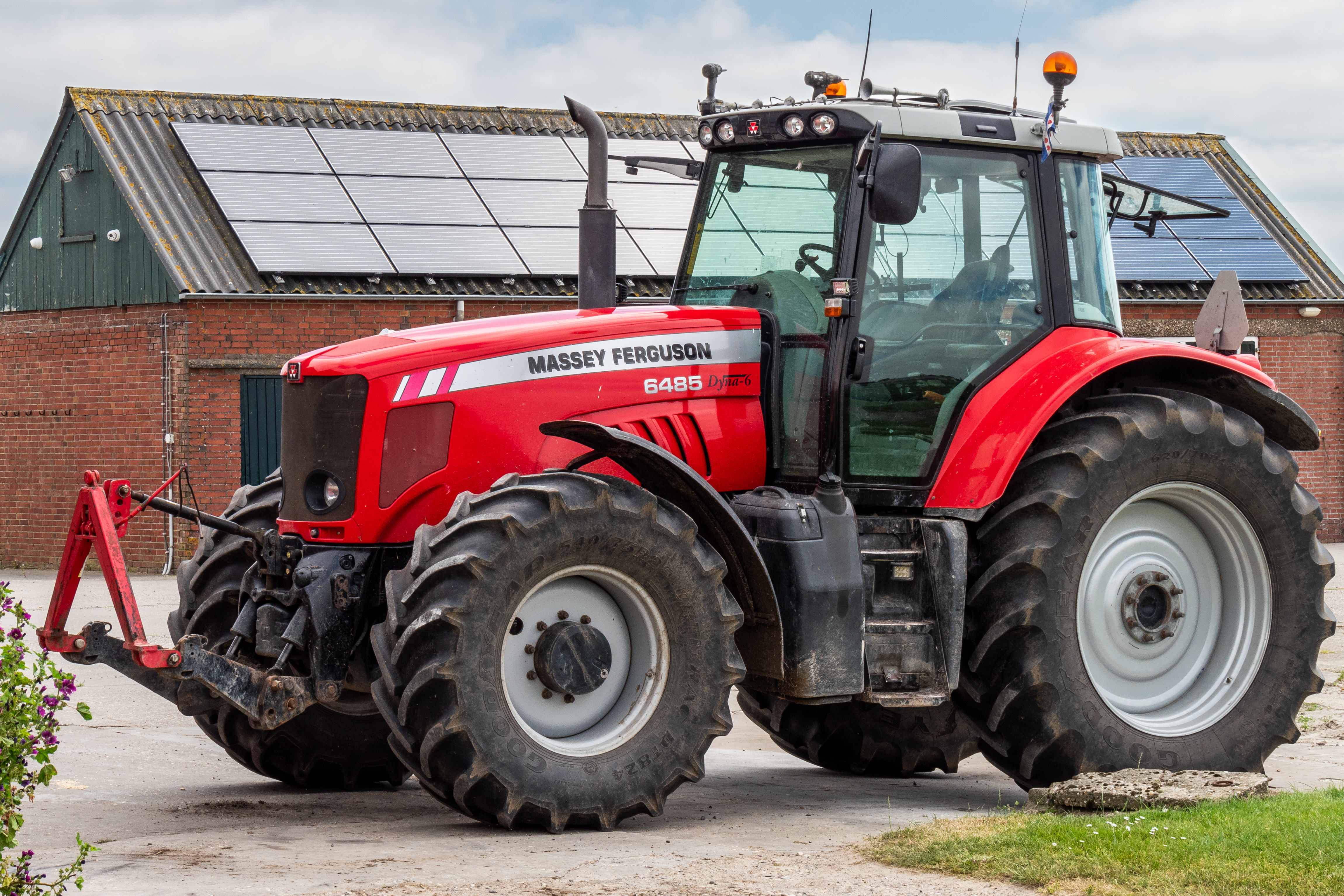
MF 6485 Dyna 6

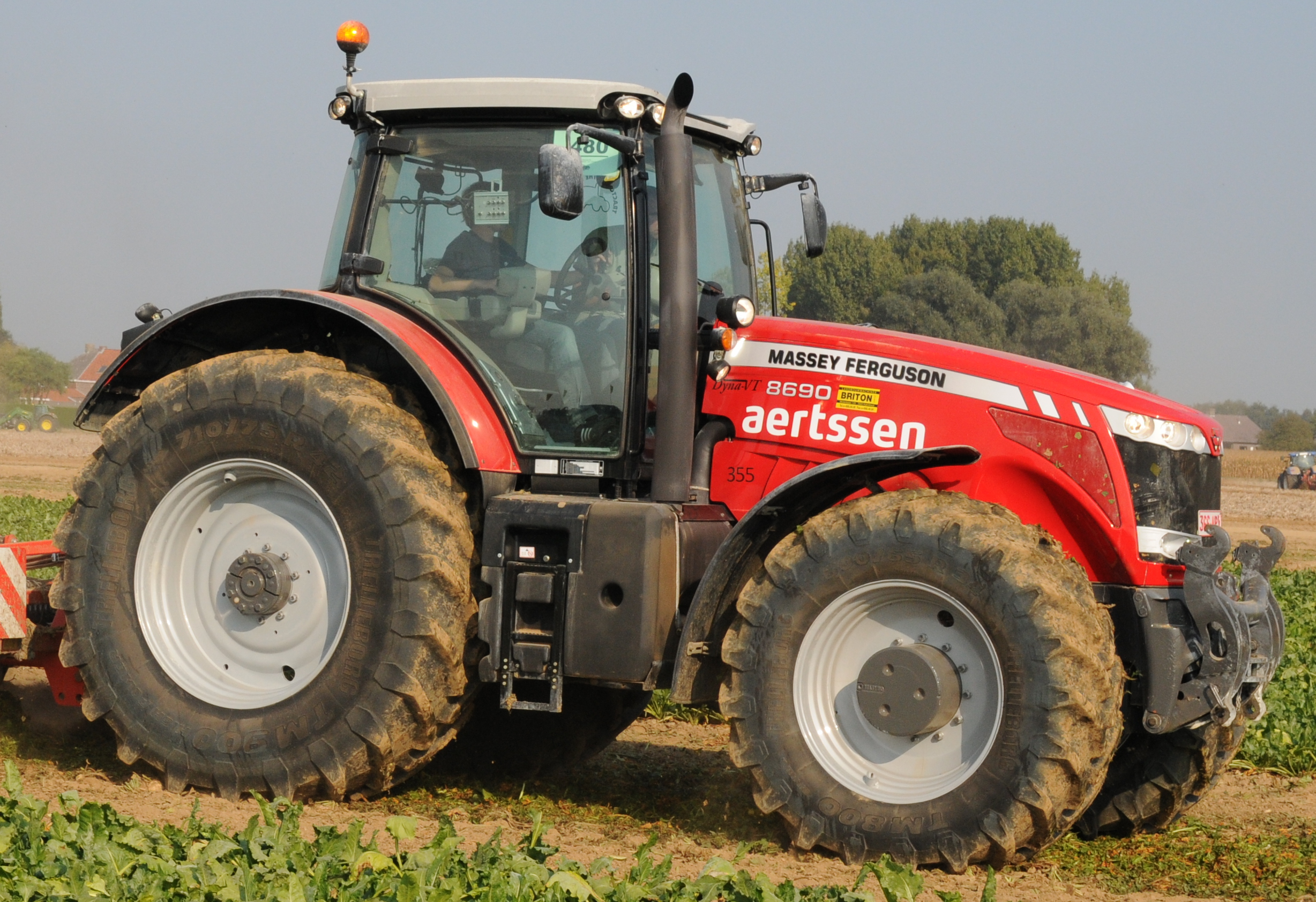
MF 8690 trekker

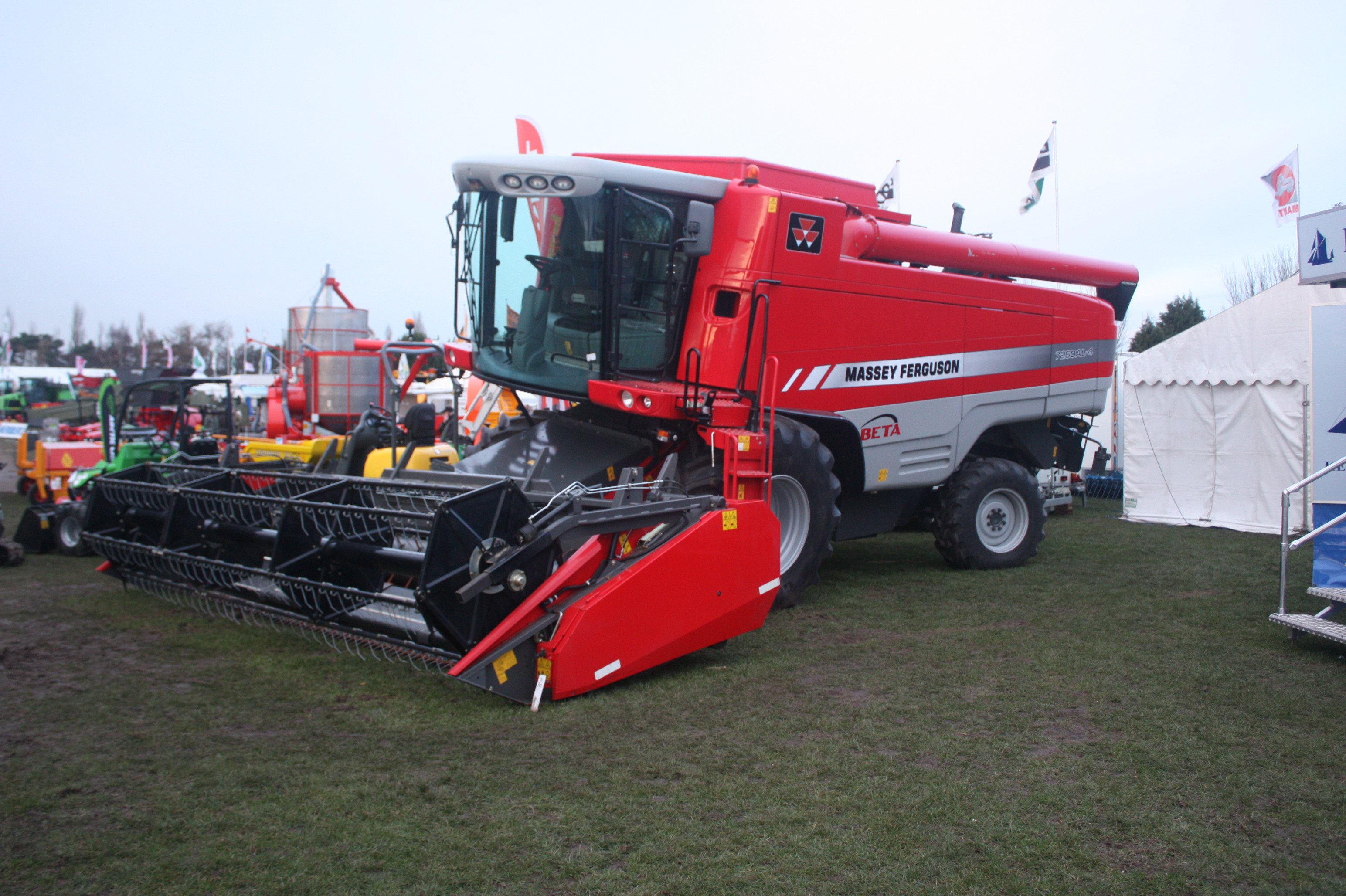
MF 7260 AL-4 Beta maaidorser

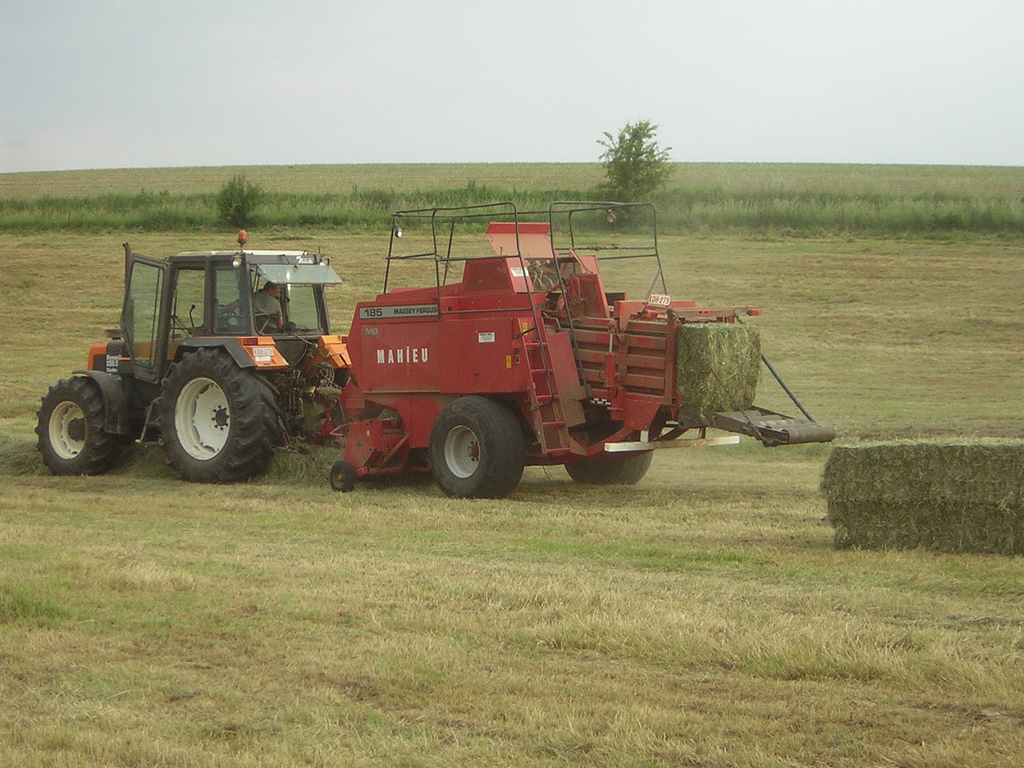
MF 185MB balenpers

| type trekker   | hp      | capaciteit in liters |
| -------------- | ------- | -------------------- |
| 9s             | 270-425 | 8,4                  |
| 8700           | 270-400 | 8.4                  |
| 8600           | 270-370 | 8.4                  |
| 7600           | 140-235 | 6.6-7.4              |
| 7400           | 135-240 | 6.6-7.4              |
| 7400 Panoramic | 135-167 | 6.6                  |
| 6200           | 80-145  |                      |
| 6400           | 100-230 | 4.4-7.4              |
| 6400 Panoramic | 100-157 | 4.4-6.6              |
| 6600           | 120-160 | 4.9                  |
| 5400           | 125-145 | 4.4-6.6              |
| 5400(2)        | 82-112  | 4.4                  |
| 5600           | 85-130  | 3.3-4.4              |
| 4400           | 74-101  | 3.3-4.4              |
| 3600           | 69-100  | 3.3                  |

| type combine    | hp      | schudders | tank capaciteit in liters |
| --------------- | ------- | --------- | ------------------------- |
| Activa          | 176-226 | 5         | 5.200-7.000               |
| Activa S        | 243-276 | 5-6       | 8.600                     |
| Beta            | 276-360 | 5-6       | 9.000                     |
| Centora         | 378-413 | 8         | 9.500-10.500              |
| Delta (hybride) | 496     | 2 rotoren | 10.500                    |

| type balenpers   | sl. per min. | balenformaat |
| ---------------- | ------------ | ------------ |
| 2190 vierkant    | 33           | 1200x1280mm  |
| 2170 XD vierkant | 47           | 1200x880mm   |
| 2170 vierkant    | 47           | 1200x900mm   |
| 2160 vierkant    | 47           | 1200x700mm   |
| 2150 vierkant    | 47           | 800x900mm    |
| 2140 vierkant    | 47           | 800x700mm    |
| 1840 vierkant    | 100          | 457x356mm    |

| rondebalenpers | kamer    | balenformaat    | pick up (m) |
| -------------- | -------- | --------------- | ----------- |
| 225F           | vast     | 1200x1250mm     | 2,0 - 2,2   |
| 516V           | variabel | 1200x600-1650mm | 2,2         |
| 520V           | variabel | 1200x600-2000mm | 2,2         |
| 416V           | variabel | 1200x600-1650mm | 2,0         |
| 418V           | variabel | 1200x600-1850mm | 2,2         |